# لارس مولر
لارس مولر (بالألمانية: Lars Müller)‏ (22 مارس 1976 ألمانيا - ) هو لاعب كرة قدم ألماني يلعب كمدافع.

## روابط خارجية
- لارس مولر على موقع قاعدة بيانات كرة القدم.إي يو (الإنجليزية)
- لارس مولر على موقع بيانات كرة القدم. دي إي (الألمانية)
- لارس مولر على موقع Soccerway.com (الإنجليزية)
- لارس مولر على موقع عالم كرة القدم.نت (الإنجليزية)